# 索费英阿
索费英阿（1810年—），清朝满洲镶黄旗人，阿毕鲁勒氏，曾任肃州镇总兵。

## 生平
乾隆二十六年（1761年），当时还是八旗禁卫军健锐营前锋的索费英阿被任命为蓝翎长，后再被擢升为前锋参领。嘉庆初年，索费英阿升任肃州镇总兵。后因为在扼守子午谷以西峪口时，被四川白莲教军突破，而遭到免职。